# Longitarsus curtus
Longitarsus curtus es una especie de insecto coleóptero de la familia Chrysomelidae. Fue descrita científicamente en 1860 por Allard.